# Detachement Brandenstein
Detachmente Brandenstein var en enhed under kommando af en den tyske Baron Otto von Brandenstein. Den 3.000 mand store enhed kæmpede i den finske borgerkrig efter landsætning ved Loviisa den 7. april 1918. Enheden havde fået til opgave at afskære den røde gardes jernbaneforbindelser ved at angribe østpå og derved afskære jernbanen mellem Helsinki og Viipuri.
Senere blev enheden tilknyttet Ostsee divisionen.